# Marie de Mol
Marie V de Mol, est une religieuse cistercienne qui fut la 27e abbesse de l'abbaye de la Cambre.

## Héraldique
d'or, à la croix de cinq losanges de gueules, cantonnée de vingt billettes de même, examinée en sautoir par cinq.

## Historique
« Il faut attendre une série de réformes menées sous l’abbesse Marie de Mol (1490-1512) pour que l’abbaye connaisse une nouvelle prospérité. »